# Сафонівська сільська рада
Сафонівська сільська́ ра́да — колишній орган місцевого самоврядування в Путивльському районі Сумської області. Адміністративний центр — село Сафонівка.

## Загальні відомості
- Населення ради: 870 осіб (станом на 2001 рік)

## Населені пункти
Сільській раді підпорядковані населені пункти:
- с. Сафонівка
- с. Зозулине
- с. Кардаші
- с. Красне
- с. Пруди
- с. Селезнівка
- с. Спадщина

## Склад ради
Рада складається з 12 депутатів та голови.
- Голова ради: Полозенко Олександр Валентинович
- Секретар ради: Шемчук Олена Володимирівна

### Керівний склад попередніх скликань
| Прізвище, ім'я, по батькові      | Основні відомості                                                               | Дата обрання | Дата звільнення |
| -------------------------------- | ------------------------------------------------------------------------------- | ------------ | --------------- |
| Бурлака Григорій Григорович      | Сільський голова, 1950 року народження, член Соціалістичної партії України      | 26.03.2006   | 31.10.2010      |
| Полозенко Олександр Валентинович | Сільський голова, 1968 року народження, освіта середня спеціальна, безпартійний | 31.10.2010   |                 |

Примітка: таблиця складена за даними сайту Верховної Ради України